# Route 343 (Terre-Neuve-et-Labrador)
Pour les articles homonymes, voir Route 343.
La route 343 est une route tertiaire d'orientation nord-sud de la province de Terre-Neuve-et-Labrador, située dans le nord-est de l'île de Terre-Neuve. Elle est une route faiblement empruntée, connectant principalement la route 340 au village de Newstead. Elle mesure 14 kilomètres, et est une route asphaltée sur l'entièreté de son tracé.

## Communautés traversées
- Newstead